# Geocentriske verdensbillede
Geocentrisk betyder "med Jorden som centrum" (græsk: gaios, dansk: jorden). Det geocentriske verdensbillede, der var almindeligt accepteret indtil ca. 1600, placerede Jorden i universets midtpunkt med månen, planeterne og solen kredsende rundt om. Også i det homocentriske (af græsk homo, "samme") verdensbillede har himmellegemernes baner samme centrum.
Rent videnskabeligt var der dog problemer med at forklare banerne for nogle af de planeter, der ses på nattehimlen, for hvis jorden var i centrum burde de omkredsende planeter bevæge sig i jævne baner.
Omkring 1540 opstillede astronomen og fysikeren Nicolaus Kopernikus en hypotese om, at vores solsystem er heliocentrisk. Denne hypotese var faktisk blevet foreslået før af Aristarchos, allerede ca. 250 år f.v.t. Denne forklarede bl.a. planeternes epicykliske baner.
Denne nye påstand faldt i god smag hos reformisterne, da det betød, at mennesket, og dermed Gud, ikke længere kunne anses som universets absolutte midtpunkt.[kilde mangler]
I Tycho Brahes verdensbillede var Jorden i centrum for Solens bane, mens de andre planeter kredsede om Solen.